# استیو ماگفورد
استیو ماگفورد، (به انگلیسی: Steve Mogford) (زاده ۲۷ ژوئن ۱۹۵۶) کارآفرین، بازرگان و مدیر ارشد اجرایی بریتانیایی است، که در حال حاضر به‌عنوان مدیر عامل اجرایی شرکت یونایتد یوتیلیتیز فعالیت می‌کند.